# 枝川一巳
枝川 一巳（えだがわ かずみ、1941年 - ）は、日本の写真家。

## 人物
東京都出身。東京写真大学（現・東京工芸大学）卒業。出版社勤務の後、フリーとなる。1970年にユニテックフォトサービスを設立。
出版物やコマーシャル撮影のほか、アマチュア向け写真教室として「写真塾・いいだばし」を主宰。また「能登半島」や「世界の人物シリーズ」をライフワークに撮影し、東京や金沢で個展を多数開催している。
日本写真家協会会員、日本旅行写真家協会会員。 